# Kałabatyne
Kałabatyne (ukr. Калабатине) – wieś na Ukrainie, w obwodzie mikołajowskim, w rejonie mikołajowskim, w hromadzie Berezanka. W 2001 liczyła 204 mieszkańców, spośród których 187 wskazało jako ojczysty język ukraiński, 6 rosyjski, 10 mołdawski, a 1 romski.